# De vita strumporna
De vita strumporna (franska: Les Bas Blancs), är en oljemålning från tidigt 1860-talet av Gustave Courbet. Målningen föreställer en i övrigt naken, sittande ung kvinna som trär på, eller drar av en vit strumpa. Målningen är eventuellt ett beställningsarbete av den egyptisk-turkiske konstsamlaren och diplomaten Khalil Bey, vilken var beställare till Sömnen och Världens ursprung. År 1922 köptes målningen för att införlivas i amerikanska Barnes Foundations samlingar i Merion, en förstad till Philadelphia i Pennsylvania.

## Marcel Duchamps parafras
Marcel Duchamp gjorde 1968 en etsning baserad på De  vita strumporna, Morceaux choisis d'aprés Courbet, i vilken han låter kvinnan titta på sina tår i stället för på åskådaren, samt har satt in en fågel, möjligen som en betraktare.